# Politics (Zvezdna vrata SG-1)
Politics je naslov epizode znanstveno-fantastične serije Zvezdna vrata, v kateri se ekipa SG-1 po tem, ko v paralelnem svetu za las pobegne pred nasilnimi Goa'uldi izve, da je le vprašanje časa, kdaj jih bodo sovražniki resnično napadli. Toda program zvezdnih vrat se mora kar naenkrat spopasti s še večjim problemom kot so Goa'uldi. Sive lase jim začne povzročati senator Kinsey, ki nadzira večmilijardni proračun zvezdnih vrat. Po njegovem je program sredstvo za politične spletke, zato grozi, da ga bo ukinil.